# Varlık Vergisi

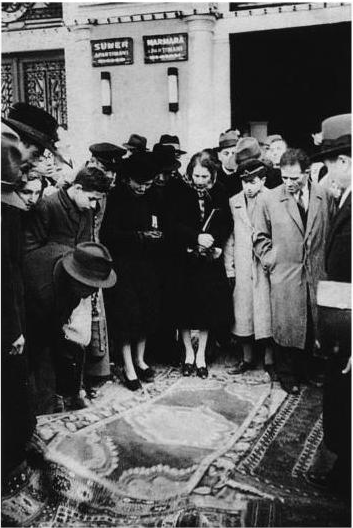
Versteigerung im Rahmen der Varlık Vergisi

Als Varlık Vergisi wurde in der Türkei eine Vermögensteuer bezeichnet, welche am 11. November 1942 von der Regierung des der Cumhuriyet Halk Partisi (CHP) angehörenden Ministerpräsidenten Şükrü Saracoğlu als Gesetz Nr. 4305 eingeführt wurde. Mit dieser Steuer wollte die Regierung die Unzufriedenheit in der Bevölkerung über die vor allem durch hohe Militärausgaben verursachte schlechte Versorgungslage besänftigen. Sie verband die Einführung mit nationalistischen Hetzkampagnen und organisierte die Erhebung so, dass fast ausschließlich Angehörige nationaler Minderheiten – Armenier, Griechen und türkische Juden – von dieser Vermögensbesteuerung betroffen waren.

## Der Kampf gegen nationale Minderheiten
Das Varlık Vergisi war ein weiterer Baustein in einer schon länger anhaltenden Kampagne zur Türkisierung.  Dieser Türkisierung lag ein Konzept von Staatsbürgerschaft zu Grunde, „das auf der Deckungsgleichheit von Religion und Nation und damit auf der ausschließlich kulturellen Begründung von Staatszugehörigkeit und Staatsbürgerrechten beruht“. Nichtmuslime in der Türkei galten nach diesem Konzept, in dem Kultur als Deckwort für muslimische Religionszugehörigkeit stand, als nicht integrierbar und mussten immer wieder mit ausgrenzenden Maßnahmen des Staates rechnen.

„Zwar wurden die Staatsbürgerrechte offiziell nie an die Religionszugehörigkeit geknüpft, doch die entsprechende Haltung zieht sich durch die Stellungnahmen von Politikern, durch Gerichtsurteile und indirekt auch durch Gesetze und Erlasse. In den 1920er Jahren wurden Privatfirmen gezwungen, den Großteil ihrer nichtmuslimischen Angestellten zu entlassen, und das Beamtengesetz von 1926, welches bis 1965 in Kraft war, machte nicht die Staatsangehörigkeit, sondern die Eigenschaft "Türke" zur Voraussetzung für die Beschäftigung im öffentlichen Dienst.“

Als ein weiteres Gesetz zur Ausgrenzung nationaler Minderheiten nennt Seufert neben dem erwähnten Beamtengesetz ein ebenfalls 1926 verabschiedetes Siedlungsgesetz, welches das Innenministerium ermächtigte, Angehörige von Minderheiten umzusiedeln oder des Landes zu verweisen. Weitere Glieder in dieser Kette waren das Thrakien-Pogrom von 1934, während dem moslemische Bevölkerungsteile die jüdische Minderheit angriffen, und in den Jahren vor dem Erlass des Vermögenssteuer-Gesetzes im Mai 1941 die Zwangsrekrutierung und Internierung nichtmuslimischer Männer im Alter zwischen 25 und 45 Jahren sowie im Frühjahr 1942 die vom Ministerpräsidenten verfügte Entlassung von in staatlichen Einrichtungen beschäftigten Juden.:S. 199–201 Die Vermögenssteuer gilt Guttstadt gleichwohl als „gravierendste Maßnahme, die die Minderheiten und insbesondere die Juden der Türkei traf“.:S. 202

## Die Einführung der Vermögenssteuer
Die Türkei befand sich 1942 aufgrund hoher Militärausgaben in einer schwierigen wirtschaftlichen Situation, die sich für die Bevölkerung vor allem durch eine schlechte Versorgungslage und durch extreme Preissteigerungen bemerkbar machte. Offenbar um der wachsenden Unzufriedenheit in der Bevölkerung entgegenzuwirken, veröffentlichten die türkischen Medien seit dem Sommer 1942 kampagnenartig Artikel, in denen „Nichtmuslime als Schieber und Betrüger diffamiert“ und als Schuldige für die Wirtschaftskrise angeprangert wurden.:S. 202  Obwohl sich die Artikel gegen alle Minderheiten in der Türkei richteten, standen doch die Juden besonders im Fokus der Diffamierungen. Im Stile des Nazi-Blattes Der Stürmer wurden sie als Schwarzmarktjuden karikiert, die „als Wucherer auf dem Rücken des Volkes für die Not der Bevölkerung verantwortlich“ seien.:S. 202
So vorbereitet, konnte Regierungschef Saracoğlu dann am 11. November 1942 vom Parlament das Gesetz Nr. 4305 verabschieden lassen.

„Von seinem Wortlaut her enthielt das Gesetz über die Varlık Vergisi im Unterschied zum Arbeitsdienst für Nichtmuslime keinerlei Diskriminierung gegen eine Bevölkerungsgruppe; die Steuer sollte von allen Selbständigen und Geschäftsinhabern erhoben werden. Doch bereits durch die vorangegangene Pressekampagne lag die eigentliche Stoßrichtung des Gesetzes auf der Hand.:S. 203“

Für den Politikwissenschaftler Basak Ince war der „wahre Grund für die Vermögenssteuer […] die Eliminierung von Nicht-Muslimen aus der Wirtschaft“, beziehungsweise sollte das Gesetz, wie es in einer von Guttstadt zitierten Quelle heißt, „die Besitzenden unter den Minderheiten schwächen […], während die türkischen Kapitalbesitzer geschützt würden“.:S. 203
Die Steuer zielte auf die Türkisierung der Wirtschaft und die Beendigung der wirtschaftlichen Vormachtstellung der religiösen Minderheiten, denn sie traf vor allem wohlhabende Vertreter dieser Minderheiten. Laut Klaus Kreiser sagte Präsident İsmet İnönü zum Gesetz, dass wenn man die auf dem türkischen Markt dominanten Ausländer beseitigt, den Markt den Türken übergibt.

## Anwendung
Die Varlık Vergisi hatte durch ihre innere Logik und ihre Auslegung schwerwiegende Auswirkungen auf die Angehörigen der Minderheiten in der Türkei, vor allem auf jene, die im Geschäftsleben in der Türkei eine bedeutende Rolle spielten. Nichtmuslime wurden mit deutlich höheren Steuersätzen belegt als der Rest der Bevölkerung, was faktisch zu einer Enteignung der Juden, Griechen und Armenier führte. In der Praxis wurde die Bevölkerung nach ihrer Herkunft und hauptsächlich nach der Religionszugehörigkeit kategorisiert und erhielt einen Buchstaben zugewiesen. Diese lauteten in einer ersten Stufe folgendermaßen:
- „M“ für Muslim
- „G“ für gayrimüslim, also Nicht-Muslim

Später folgten noch zwei weitere Gruppen:
- „D“ für Dönme
- „E“ für ecnebi, also Ausländer

Je nach zugewiesener Gruppe war die Höhe der auf das von Kommissionen geschätzte Vermögen zu zahlenden Steuer unterschiedlich.
| Bevölkerungsgruppe | Höhe der zu zahlenden Steuer |
| ------------------ | ---------------------------- |
| Armenier           | 232 %                        |
| Juden              | 179 %                        |
| Griechen           | 156 %                        |
| Muslime            | 4,94 %                       |

Welche Auswirkungen das hatte, beschreibt Guttstadt am Beispiel der Stadt Istanbul.

„Für Istanbul wurde eine Steuersumme von 349,5 Millionen Lira festgelegt. Von diesem Gesamtbetrag sollten etwa 90 Prozent von Nichtmuslimen aufgebracht werden. 87 Prozent der Besteuerten waren Nichtmuslime, obwohl ihr Anteil an der Gesamtbevölkerung der Türkei nicht einmal 2 Prozent betrug. In den unteren Einkommensgruppen der Selbstständigen (Menschen, die ambulanten Berufen nachgingen, zu Hause arbeiteten sowie Angestellte und Dienstleistende) wurden überhaupt nur Nichtmuslime mit der Varlık Vergisi belegt. In Istanbul gehörten 43 Prozent der Besteuerten diesen Gruppen an. Der von ihnen jeweils zu zahlende Steuerbetrag lag bei 624 Lira, dies entsprach zum Beispiel dem Jahresgehalt eines Lehrers oder Angestellten.:S. 204“

Konnten die Steuerpflichtigen der Zahlung nicht rechtzeitig nachkommen, so wurden sie in ein Arbeitslager geschickt. Am 27. Januar 1943 fuhr ein erster Zug mit 32 Personen vom Istanbuler Bahnhof Haydarpasa aus nach Aşkale. Aşkale und das etwa zwei Kilometer entfernte Dorf Pırnakapan boten für die ersten vier Transporte insgesamt 319 Personen Platz. Als am 22. März 1943 der fünfte Transport mit weiteren 60 Menschen den Bahnhof Aşkale erreichte, gab es für sie keine Aufnahmemöglichkeit mehr. Auf Schlitten und Lastwagen wurden sie auf einem zweitägigen Transport, für den ein Zug lediglich zweieinhalb Stunden benötigte, nach Erzurum verbracht. Danach wurden alle aus Istanbul kommenden Zwangsverschickten direkt nach Erzurum gebracht.
Am 8. August 1943 wurden ca. 900 der in Aşkale und Erzurum Internierten nach Sivrihisar verlegt. An anderer Stelle schreibt Aktar, dass sie dazu eine viertägige Reise von Erzurum aus auf Güterwagen antreten mussten. In Sivrihisar, wohin Steuerschuldner aus Izmir direkt verbracht wurden, mussten sie unter äußerst schwierigen Bedingungen leben und arbeiten. Sie schliefen in offenen Zelten auf freiem Feld und arbeiteten bis in die erste Dezemberwoche hinein im Straßenbau.
Guttstadt berichtet, dass auch Ausländer von der Vermögenssteuer betroffen waren. Am Beispiel der Deutschen zeigt sie aber, dass denen durch binationale Verhandlungen entgegengekommen worden war und sie zusätzlich von Transferleistungen aus Deutschland profitierten. Guttstadt geht deshalb davon aus, dass sich die Steuer im Wesentlichen nicht gegen Ausländer gerichtet habe, „sondern gegen die eigenen Minderheiten (denen im Gegensatz zu den Deutschen auch nur äußerst selten Aufschub oder Ermäßigung gewährt wurde)“.:S. 205

## Auswirkungen
Gegen die veranlagte Steuer konnte weder Einspruch noch Berufung eingelegt werden, und sie war innerhalb einer kurzen Frist in bar zu entrichten. Nach Ablauf dieser Frist wurde das Vermögen derjenigen, die zur Zahlung nicht in der Lage waren, wegen Nichtzahlung beschlagnahmt und anschließend versteigert. Die Betroffenen verloren Geschäfte und Häuser ebenso wie Wohnungseinrichtungen und Haushaltsgegenstände. Nach Guttstadt waren auch jüdische Emigranten von der Vermögenssteuer betroffen und mussten gegebenenfalls auch mit Beschlagnahmungen rechnen.:S. 205 Bei Raffi Bedrosyan heißt es über die Folgen dieses staatlich organisierten Raubs:

„Die Steuerveranlagungskommissionen beendeten ihre Arbeit im Dezember 1942. Etwa 87 Prozent der veranlagten Steuern entfielen auf Nicht-Moslems, 7 Prozent auf muslimische Türken und die restlichen 6 Prozent auf Ausländer ohne Staatsbürgerschaft. Es gibt Anekdoten über Mitglieder der Steuerveranlagungskommission, die über das Schicksal von Armeniern und Griechen entschieden, indem sie Münzen warfen, um zu bestimmen, wie viele Nullen sie bei der Vermögens- und Erwerbssteuer einfügen sollten. Einige dieser Kommissionsmitglieder waren für ihren Hass auf Armenier bekannt; sie waren die Kinder der Täter des armenischen Völkermords und setzten die Vernichtung der verbliebenen Armenier fort. Im Januar 1943 wechselten Tausende von Immobilien, Häusern, Geschäften, Wohnungen, Wohnhäusern, Fabriken, Maschinen und Ausrüstungen von ihren armenischen, griechischen und jüdischen Besitzern zu Türken und türkischen Institutionen. Etwa 67 Prozent der Immobilien wurden von Türken und 30 Prozent vom türkischen Staat beschlagnahmt. Die meisten der wertvollen Immobilien, die von armenischen und griechischen Architekten entworfen und gebaut wurden und sich im Besitz von Minderheiten an der Hauptverkehrsstraße İstiklal Caddesi, der früheren Rue du Pera, befanden, wechselten in dieser Zeit den Besitzer.“

Guttstadt berichtet von Selbstmorden in der Folge der Anwendung der Vermögenssteuer, und für viele war mit der Beschlagnahmung und Versteigerung ihres Besitzes noch nicht das Ende der Verfolgung erreicht. Wer die vorgegebene Steuerschuld nicht begleichen konnte, wurde zur Zwangsarbeit in ein Arbeitslager verbracht. Unter Berufung auf Basak Ince heißt es bei Uzay Bulut, dass von 40.000 Steuerschuldnern etwa 5.000 in diese Lager geschickt worden seien. Sie alle waren Mitglieder nicht-muslimischer Gemeinschaften und mussten in den Lagern schwere körperliche Arbeiten verrichten. Die Regierung habe auch das Vermögen der nahen Verwandten der Steuerschuldner beschlagnahmt, selbst wenn diese in den Arbeitsdienst geschickt worden waren, und obwohl das Gesetz vorgesehen habe, dass Menschen über 55 vom Arbeitsdienst befreit seien, wären 75- und 80-jährige Männer und sogar Kranke auf den Bahnhof gezerrt und abgeschoben worden.
Das bekannteste dieser Arbeitslager befand sich in Aşkale.

## Abschaffung
Die Varlık Vergisi wurde am 15. März 1944 per Gesetz abgeschafft, nach Uzay Bulut nach Kritik und auf Druck von Großbritannien und den Vereinigten Staaten. Die Zahl der Steuerpflichtigen betrug zu dieser Zeit 114 368. Insgesamt wurden Steuern in Höhe von 465.384.820 Lira erhoben. 40.478.399 Lira wurden auf Grund von Steuerbefreiungen und 109.985.481 Lira durch die Abschaffung der Varlık Vergisi nicht mehr eingenommen. Somit wurden bis zum Februar 1944 insgesamt 314.920.940 Lira eingenommen. Dies entspricht einem heutigen Geldwert von etwa 3 Mrd. US-Dollar. Das offizielle Bruttosozialprodukt der Türkei betrug 1944: 7 586 000 000 Lira, der Haushalt des Landes 1940: 550 209 438 Lira.
In Istanbul waren 62 575 Personen steuerpflichtig. Dabei machte die Gruppe der Istanbuler Muslime mit 4 195 Steuerpflichtigen 7 %, die Gruppe der Istanbuler Nicht-Muslime mit 54 377 Personen 87 % aus.

## Kontinuitäten türkischer Politik
Aus der Perspektive der von der Vermögenssteuer betroffenen Juden in der Türkei schreibt Guttstadt:

„Die direkt aufeinander folgenden Maßnahmen Zwangsarbeitsdienst und Vermögenssteuer Varlık Vergisi, begleitet von antijüdischer Hetze in großen Teilen der Presse, löste unter den Juden der Türkei zum Teil Panik aus, wobei auch die guten Beziehungen der Türkei zu NS-Deutschland eine Rolle spielten. So entstanden Gerüchte, in Balat, dem überwiegend von Juden bewohnten Stadtteil Istanbuls, oder im Izmirer Stadtteil Bahri Baba würden Öfen zur Ermordung von ]uden errichtet. Auch wenn diese Gerüchte absolut gegenstandslos waren, wirft allein die Tatsache ihrer Existenz ein Schlaglicht auf die damals unter den Juden der Türkei verbreitete Stimmung.:S. 208-209“

Neuere Forschungen bestätigen jedoch, dass diese Gerüchte nicht grundlos waren. Auf einer Webseite der von Hrant Dink gegründeten Zeitung Agos ist zu lesen, dass sich zwischen dem 14. Januar und dem 8. Februar 1943 Haluk Nihat Pepeyi, der damalige Polizeichef von Istanbul, und Selahattin Korkud, Leiter der Abteilung für Minderheiten der Generaldirektion für Sicherheit, in einer offiziellen Mission im Deutschen Reich und in von diesem besetzten Gebieten aufhielten. Zu dem mit Heinrich Himmler abgestimmten Besuchsprogramm habe auf besonderen Wunsch von türkischer Seite ein Besuch des KZ Sachsenhausen gehört. Der damalige Lagerarzt Heinz Baumkötter habe sich in seinem Prozess vor dem Landgericht Münster 1956 an diese türkische Delegation erinnert, und ausgeführt, diese habe sich für das KZ Sachsenhausen interessiert, mit dem Ziel, ähnliche Einrichtungen in der Türkei aufzubauen. In dem Artikel wird ein direkter Zusammenhang hergestellt zwischen der Varlık Vergisi, dem Lager in Aşkale und dem Besuch im Konzentrationslager Sachsenhausen, zumal Korkud und Pepeyi mitverantwortlich gewesen seien für die Deportation von 1.000 Juden nach Aşkale. Der Autor führt das Interesse der türkischen Delegation darauf zurück, dass Sachsenhausen bekannt für seine Methoden gewesen sei, Häftlinge bei und durch Arbeit zu töten, mit der Folge, dass die Schwachen, Machtlosen und Nutzlosen zuerst ‚eliminiert‘ worden seien. Eben dies sei auch Grundlage der Arbeitsbedingungen in Aşkale und später in Sivrihisar gewesen.
Auch wenn den türkischen Juden die volle Konsequenz dessen erspart blieb, was die Juden im unmittelbaren Einflussbereich der Deutschen zu erleiden hatten und die türkischen Lager im Dezember 1943 wieder aufgelöst wurden, „bedeutete das Ende des deutsch-türkischen Bündnisses und die Niederlage des deutschen Faschismus keineswegs das Ende dieser [anti-jüdischen] Tendenzen in der Türkei“.:S. 209–210 Und bei Uzay Bulut heißt es:

„Juden in der Türkei waren selbst unter kemalistischen, nicht-islamischen Regierungen jahrzehntelang schwerer und systematischer Diskriminierung ausgesetzt. Heute fühlen sie sich unter einer islamistischen Regierung wieder unsicher und bedroht. Viele Menschen aus der türkischen jüdischen Gemeinde verlassen das Land oder planen dies, schrieb ein prominenter Geschäftsmann aus der Gemeinde in einem Artikel für die in Istanbul ansässige jüdische Zeitung Salom vom Dezember 2014. Mois Gabay, ein Profi in der Tourismusbranche, schrieb über die Ermordung des armenisch-türkischen Journalisten Hrant Dink im Jahr 2007: „Wir sind jeden Tag Drohungen, Angriffen und Schikanen ausgesetzt. Die Hoffnung schwindet. Muss erst ‘unser Hrant’ erschossen werden, damit die Regierung, die Opposition, die Zivilgesellschaft, unsere Nachbarn und Juristen das sehen?““

Auch für die griechische Minderheit in der Türkei war mit der Aufhebung der Varlık Vergisi der Leidensweg noch nicht zu Ende. Viele Griechen verloren ihre Heimat 1955 nach dem Pogrom von Istanbul; in dem Film "Politiki Kouzina" (Deutsch: Zimt und Koriander, Türkisch: Bir tutam baharat) wurde ihr Leiden gewürdigt.

## Aufarbeitung
Die Varlık Vergisi war Thema des 1989 erschienenen Romans Salkım hanım'ın taneleri von Yılmaz Karakoyunlu. Das Buch wurde 1999 verfilmt und sorgte damals für eine Debatte in der Öffentlichkeit.
Einer der bekanntesten Forscher über die Varlık Vergisi ist der türkische Sozialwissenschaftler Ayhan Aktar, der von sich behauptet, im Sommer 1991 damit angefangen zu haben, an der Vermögenssteuer zu arbeiten. Seinen ersten Artikel zu diesem Thema habe er 1996 veröffentlicht. Aktars im Jahr 2000 erschienenes Buch über die Varlık Vergisi wurde mehrfach neu aufgelegt. Er selber würdigt in seinem 2011 veröffentlichten Buch über den zur Zwangsarbeit verpflichteten Steuerschuldner Yorgo Hacıdimitriadis den Autor Faik Ökte und dessen 1951 erschienenes Werk Varlık vergisi faciası (Das Vermögenssteuer-Disaster). Ökte war als hoher Beamter verantwortlich für die Erhebung der Vermögenssteuer in Istanbul. Nach Aktar wäre ohne Ökters Buch das Wissen über die Vermögenssteuer unvollständig geblieben, und er zeigte am Beispiel Öktes, was einen Bürokraten in der Türkei erwartete, der sich weigerte, die Unterdrückung durch den Staat unter den Teppich zu kehren und sogar ein Buch darüber schrieb. Im Anschluss an Faik Öktes widmete Aktar sein Buch dem Gedenken an zwei Finanzinspektoren (İhsan Arat und Ekrem Türkay), die Zeugen der Verfolgung der Steuerschuldner waren und von ihren Aufgaben zurücktraten. Für Ayşe Kadioğlu sind sie „das Denkmal für den Mut des Menschen, seinen eigenen Verstand zu gebrauchen. Zu sehen, dass vor Ihren Augen falsche Dinge getan werden, und dazu ‚Stopp‘ zu sagen, bedeutet, menschlich zu sein. Ich hoffe, wir können uns der Geschichte stellen, ohne dieses Gefühl zu verlieren. Die Türkei der Helden, der Aktar seit Jahren beharrlich seine Bücher widmet, ist definitiv eine andere Türkei.“ Aktar schmerzte allerdings auch, dass 2011 „jemand hierzulande nach rund 69 Jahren immer noch die Rolle des 'Experten' spielen und die Vermögenssteuer-Schande verteidigen kann“. Er bezog sich dabei auf Cahit Kayra, dessen Verteidigung der Varlık Vergisi vereinfacht gelautet habe: 'Der Staat hatte kein Geld, unsere Mittel waren begrenzt und wir befanden uns im Krieg. Was sollten wir also tun?'
Den Kern von Aktars Buch Yorgo Hacıdimitriadis' in Aşkale-Erzurum Günlüğü (1943) bilden die Tagebuchaufzeichnungen aus der Zeit von Yorgo Hacıdimitriadis' Verbannung. Dieser war Mehlhändler und wurde nach Aşkale und Erzurum verbannt, weil er seine Steuerschuld nicht begleichen konnte. Seine Nichte schenkte Aktar dessen fünfzigseitiges Tagebuch, das von der Zwangsarbeit des damals sechzigjährigen berichtet und von den körperlichen und seelischen Traumata, die dieser zwischen dem 22. März und dem 10. August 1943 durchlebte. In der Einleitung bekannte Aktar: „Ich verneige mich respektvoll vor dem Andenken des verstorbenen Yorgo Hacıdimitriadis, der uns sehr aufrichtig von der Aşkale-Erzurum-Front der Vermögenssteuer, einer der beschämenden Seiten der Geschichte der Republik, erzählt hat.“
Im Jahre 2019 erschien in der Türkei der Roman Dichter, Literat, ehrlicher Händler. Meine Präsentation von Leon Bahar. Das Buch gilt als biographischer Roman und orientiert sich am Schicksal des auch von Ayhan Aktar bereits erwähnten Kaufmanns Leon Bahar, der die Lager in Aşkale und Sivrihisar durchlebte. Nach Auskunft  von Suzan Keer, der heute in Israel lebende Tochter von Leon Bahar, erkrankte ihr Vater im Lager und starb kurz nach der Rückkehr von dort. Der Autor Nurten Yalçın Erüs konnte sich vor allem auf die zahlreichen hinterlassenen Briefe von Leon Bahar stützen.
Neuerdings bilden die Minderheiten der Juden, Armenier und Griechen in der Türkei mit ihrem durch die Vermögenssteuer verursachten Leid den historischen Hintergrund für die Netflix-Serie Der Club.